# 犬飼滝
犬飼滝（いぬかいのたき）は鹿児島県霧島市にある滝である。

## 概要
奈良末期から平安初期の律令官僚、和気清麻呂（わけ きよまろ、733年-799年）が道鏡の皇位継承を阻んだ怒りを買ってこの地に流されたとされる。近辺には和気を祭神とする和気神社がある。
また、坂本龍馬が妻お龍と日本初の新婚旅行として、ここを訪れた。姉乙女宛に「蔭見（いんけん）の滝、其滝の巾五十間（約百メートル）」と書き送っている。

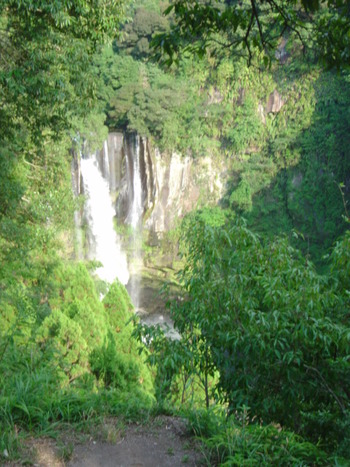
展望所から見た滝

県道470号線の道路脇に滝の展望台もある。

## 所在地
- 鹿児島県霧島市牧園町下中津川

## アクセス
JR日豊本線国分駅から鹿児島交通鹿児島空港行きで23分、安楽橋下車、徒歩30分

## 周辺情報
- 和気神社 (霧島市)